# Jean Le Bret
Pour les articles homonymes, voir Le Bret.
Pour les autres membres de la famille, voir Famille Le Bret.
 (avril 2017).
Gabriel Charles Jean Le Bret, né le 26 octobre 1872 à Paris et mort le 23 décembre 1947 à Paris, est un ingénieur, industriel et skipper français .

## Biographie

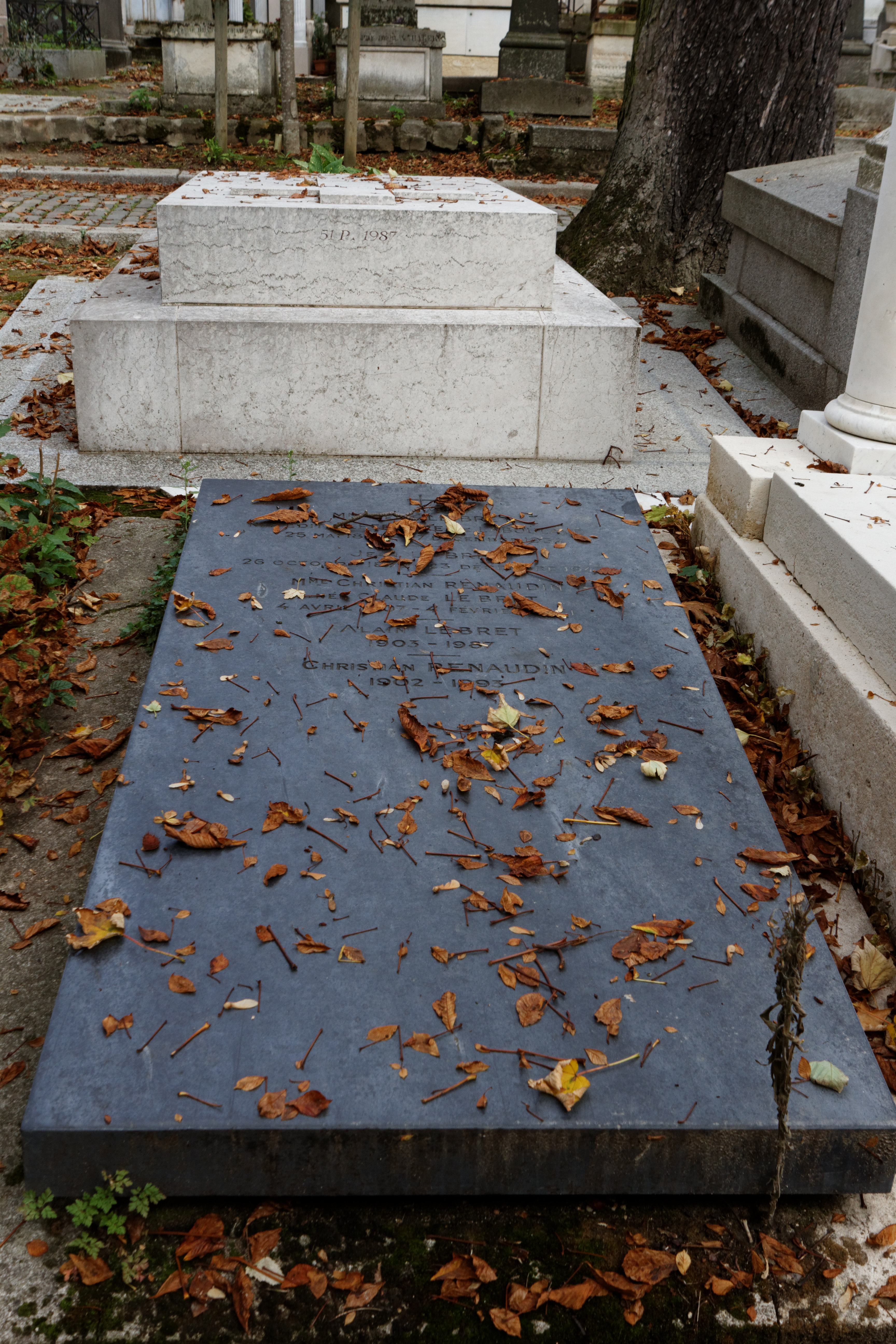
Tombe au cimetière du Père-Lachaise.

### Vie familiale
Fils de Paul Le Bret, secrétaire général de la Compagnie des mines d'Anzin, et petit-fils de Gustave d'Eichthal, il épousa Edith Lefebvre de Laboulaye, petite-fille d'Édouard Lefebvre de Laboulaye et sœur d'André Lefebvre de Laboulaye. Ils seront les parents de : 
- Claire-Nicole (1902), épouse de Raoul de Vitry
- Alain (1903-1987), marié à Simone Hannotin, artiste-peintre (fille d'Edmond Hannotin)
- Claude (1907-1961), épouse de Christian Renaudin (frère de Philippe Renaudin)

Il est inhumé au cimetière du Père-Lachaise (39e division).

### Carrière professionnelle
Ingénieur civil des mines, il est secrétaire du conseil d'administration de la Société de construction des Chemins de fer Indochinois, administrateur délégué des Brasseries et glacières de l'Indochine, administrateur de la Compagnie des mines de Vicoigne, Nœux et Drocourt, de la Compagnie minière et métallurgique de l'Indochine, de la Société d'études minières en Indo-Chine et de Minemet-Indochine, de la Compagnie franco-indochinoise, de la Nouvelles sociétés indochinoises Rizerie saïgonnaise et autres affaires de la Maison Denis frères, ainsi que commissaire des comptes de la Société minière et métallurgique de Peñarroya. Il prend part à la création de la Compagnie indochinoise d'équipement industriel, dont il siège au conseil d'administration.
Il est adjoint de Henri-Félix de Lamothe, commissaire général de la République au Congo français, à l'inauguration du chemin de fer du Congo belge en 1898.
Membre du Comité des travaux publics des colonies, il est fait chevalier de la Légion d'honneur en 1938.

### Carrière sportive
Jean Le Bret participe aux Jeux olympiques d'été de 1900 qui se déroulent à Paris.
À bord de Crabe II, il dispute les deux courses de classe ½ – 1 tonneau. Il remporte la médaille d'argent à l'issue de la première course et termine troisième de la seconde course, qui n'est pas reconnue par le Comité international olympique (CIO).

## Distinctions
- Chevalier de la Légion d'honneur (1938)
- Médaille d'argent aux Jeux olympiques d'été de 1900 à Paris